# الاتحاد الأيتوليي (كرة القدم)
كان الدوري الأيتوليي دوري لكرة القدم لم يدم طويلاً في جنوب شرق إنجلترا. تأسس في عام 1959 بعد انسحاب دوري كينت (Southern Counties East Football League)، تاركاً عدداً من الأندية بلا دوري لكي يلعبوا فيه. سبعة من الأعضاء المؤسسين كانوا من دوري كينت وأربعة من دوري لندن (London League (football)). كان للدوري قسمان، على الرغم من أن القسم الثاني تألف بشكل رئيسي من فرق الأندية الاحتياطية في القسم الأول. وكان كلاً من ميدواي كورينثيانز وأوربينجتون أثليتيك هما الناديان الوحيدان اللذان أرسلا الفريق الأول في القسم الثاني. انضم ميدواي في عام 1959 وغادر في عام 1961، مع انضمام أوربينجتون في عام 1960 وبقيت حتى إلغاء الدوري. ونتيجة لذلك أصبح القسم الثاني مكوناً من الفرق الاحتياطية الكبيرة، لم يكن هناك أي صعود أو تنسيق بين القسمين.